# V. Bonifác pápa
V. Bonifác (latinul: Bonifacius), (? – 625. október 25.) volt a 69. pápa az egyház történelmében 619. december 23-tól. Pontifikátusa elején Itáliát még veszedelmes seregek dúlták, így jóságáról, adakozó oldaláról hamar megismerhették az emberek. Rendeleteivel igyekezett megszilárdítani az egyházat. Mindig különös figyelemmel fordult Anglia felé, ahol terjeszteni akarta a keresztény vallást.

## Élete
Nápolyban látta meg a napvilágot egy vallásos családban. A papi hivatást választva pár év múltán archidiakónus lett, majd a pápai hivatal egyik legbefolyásosabb tagja. Amikor I. Adeodát pápa meghalt, a római zsinat Bonifácot választotta meg utódjának, azonban mindeddig ismeretlen okokból több mint egy év elteltével, 619. december 23-án szentelték fel. Ebben az időben Itália békéjét egy eunuch, bizonyos Eleutherius lázadása borította fel. Eleutherius volt egyben a Ravennai Exarchátus fejedelme is. Seregével Róma felé vonult, közben egyre nagyobb területeket foglalt el. Mielőtt a szent város falai elé ért volna, saját katonái ölték meg a ravennai zsarnokot.
A Liber Pontificalis alapján Bonifác a zsinatain több rendeletet is alkotott. Az egyik legfontosabb egyházi döntése volt a templomi menedékjog lefektetése. Ez több évszázadon át fennmaradt és a világi törvény többnyire tiszteletben tartotta. A templomi menedékjog értelmében a bűnös, akármit követett is el, Isten házában menedéket lelhet, és amíg ott van, világi hatalmak nem rendelkezhetnek fölötte. Ezen kívül Bonifác azt is elrendelte, hogy a pápai jegyzők végrendelet kérdésében vegyék át a császári gyakorlatot. Pontifikátusa alatt előírta azt is, hogy a ministránsok nem fordíthatják le a vértanúk hagyatékait kedvük szerint, és nem vezethetnek le kereszteléseket a diakónusok helyett. Amint az látható, nagy horderejű kérdésekről is döntött a pápa, mégis mindig elérte, hogy a klérus tisztelje és kövesse őt. A Liber Pontificalis ezért is nevezte Bonifácot az emberek között a legszelídebbnek.
Építkezéseiről nem maradtak fenn adatok, viszont azt tudjuk, hogy a Via Nomentana mentén ő fejezte be és szentelte fel a Szent Nikomédész temetőt.
Pontifikátusának egyik legjellegzetesebb momentuma közé tartozik az angol egyház felé irányuló szeretete. A távoli új vidékben nagy reményeket látott. Beda Venerabilis írásai nyomán tudjuk, hogy a pápa több buzdító hangnemű levelet is küldött Mellitusznak, Canterbury érsekének, és Justus rochesteri püspöknek. Ezek közül nem maradt fenn egyik sem, azonban egy 624-ben íródott levél maradványai mai napig megőrződtek. Ebben Bonifác az immár Canterbury érsekké szentelt Justusnak elküldte a palliumot, az érseki hatalom szimbólumát, és a következő sorokkal biztatta: "Irányítsd aszerint püspökeidet, miként az alkalom megkívánja."
A pápa nemcsak az angliai klérussal vette fel a kapcsolatot levélben, hanem Beda szerint 625-ben sürgető üzenetet továbbított a northumbriai udvarba is, Eadwine királynak, akit a bálványok ledöntésére és a kereszténység terjesztésére kért. Írt levelet Ethelberga királynőnek is, arra kérve, hogy minden befolyását vesse latba férjénél annak érdekében, hogy Northumria földje is Isten országához csatlakozzon.
625. október 25-én hunyt el, hamvait a Szent Péter-bazilika őrzi.

## Művei
- Documenta Catholica Omnia (latin nyelven). (Hozzáférés: 2011. december 6.)